# Ruscél

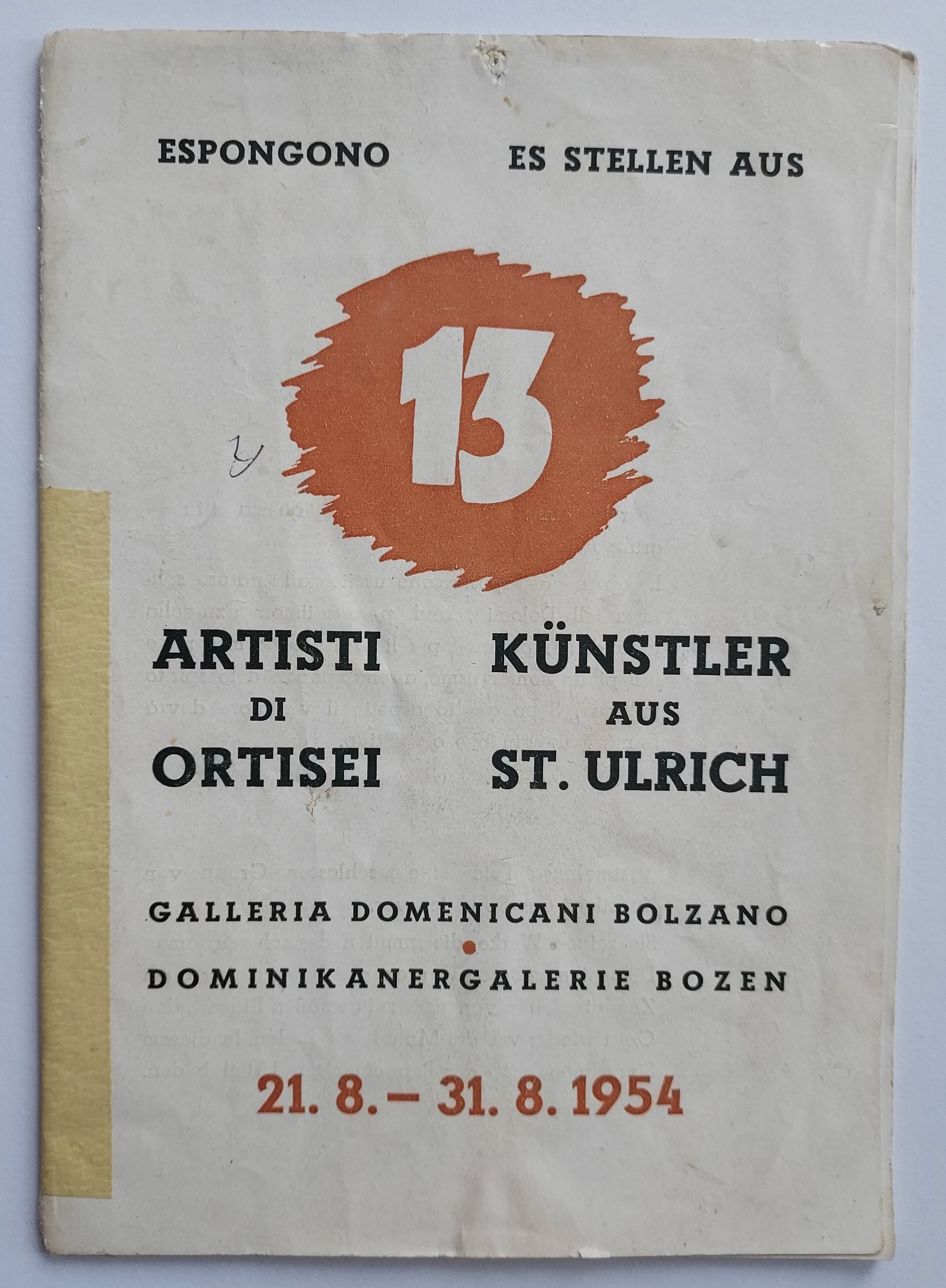
Gruppe 13, Ausstellungsbroschüre der Dominikanergalerie, Bozen 1954

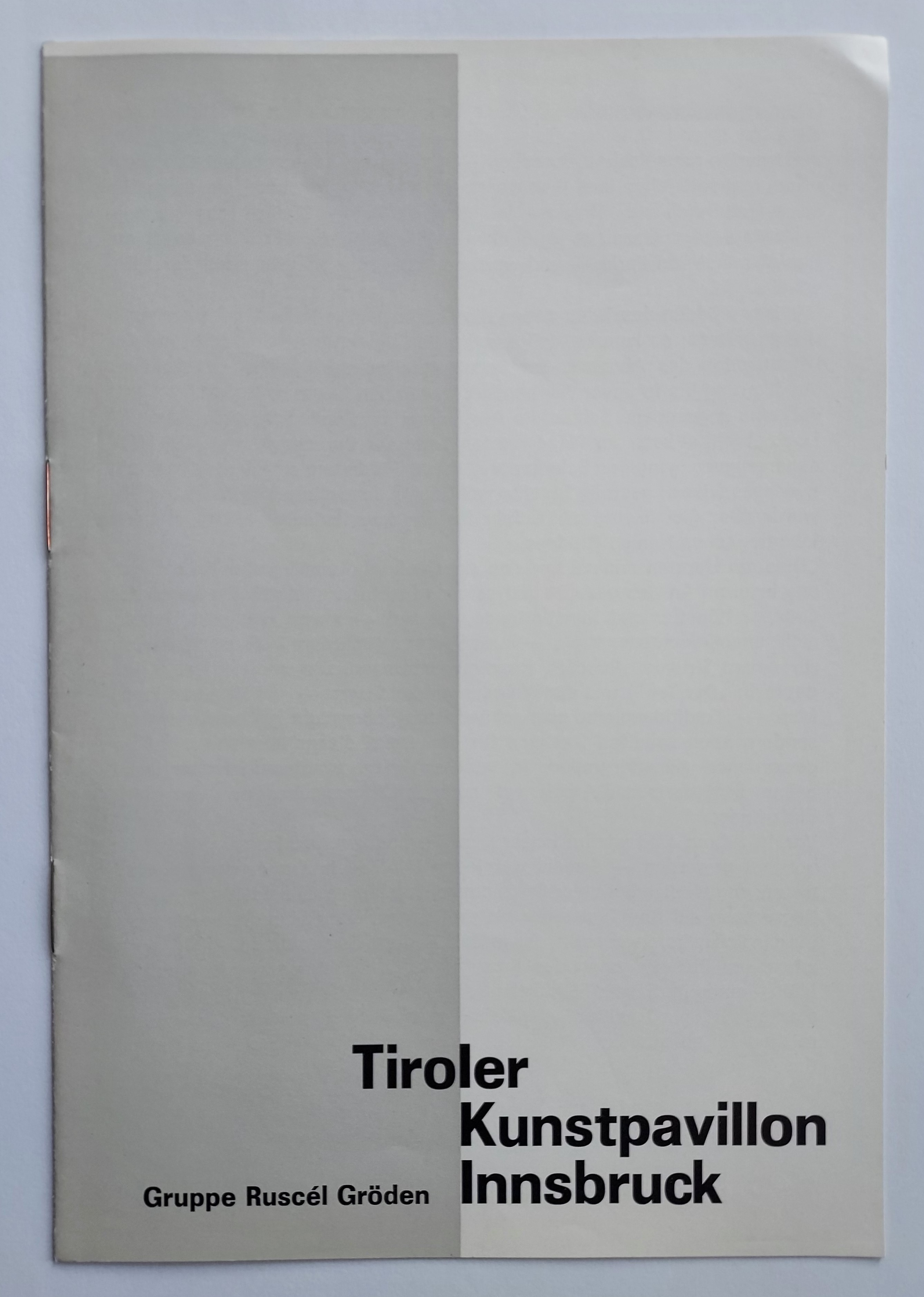
Tiroler Kunstpavillon Innsbruck 1967, Gruppe „Ruscél“ Gröden

Die Künstlergruppe Ruscél wirkte von 1957 bis etwa 1968 in Gröden in Südtirol.

## Wandel im Grödner Kunsthandwerk
Im 1920 in Gröden gegründeten „Ausstellungsverein“ entstand das Bedürfnis nach Erneuerung. Die regelmäßigen Sommerausstellungen des Vereines zeigten eine Spaltung zwischen Kunst und Kunstgewerbe. In Bezug auf die Sommerausstellung des Jahres 1946 schrieb Heinrich Waschgler: „Da sind junge Kräfte am Werk, die von dem alten Fabrik- und Musterbuchbetrieb nichts wissen wollen, die dem Kitsch, sowohl dem religiösen wie dem unglückseligen Fremdenverkehrsartikel den Kampf ansagen, Künstler, deren Werke so voll und ganz vom Leben der Gegenwart beseelt sind, wie nur irgendwo auf der Welt“. Ab 1947 fanden zwei getrennte Ausstellungen statt, die aber zu großen Spannungen führten. Es kam zur Namensänderung von „Ausstellungsverein“ auf „Kreis der Kunstschaffenden“, mit der Grundregel, nur noch zeitgenössische Arbeiten auszustellen, die „die Sprache der Zeit sprechen und womöglich die künstlerische Persönlichkeit erkennen lassen“. Die Sommerausstellungen 1952 und 1953 weckten die Kritik, dass die Modernität nichts mit der traditionellen Grödner Holzschnitzkunst zu tun habe.

## Gründung der Gruppe „Ruscél“
Die Konflikte gingen so weit, dass innovative Mitglieder sich vom „Kreis der Kunstschaffenden“ trennten und im Jahre 1953 eine neue Gruppe gründeten, die sich zunächst „Gruppe der 13“ nannte und schließlich den Namen „Ruscél“ annahm. Die traditionellen Sommerausstellungen wurden aufrechterhalten mit der Intention, die traditionellen Werke im Saal des „Kreises der Kunstschaffenden“ auszustellen und die moderneren Werke im Kino, anschließend auch im Schulgebäude, zu zeigen. Die Ausstellung in der Galerie „Ruscél“, an der 15 Grödner Künstler teilnahmen, wurde in der Presse ausdrücklich gewürdigt: „Die Künstler des „Ruscél“ seien in erster Linie schöpferisch tätig und könnten auch bei größeren Ausstellungen im In- und Ausland aufwarten“. Am 12. März 1957 wurde die Gruppe „Ruscél“ offiziell von Guido Dauru, Gottfried Moroder, Rudolf Moroder Rudolfine, Viktor Moroder, Luis Piazza, Emilia Schmalzl und Adolf Vallazza gegründet. Von Anfang an dabei waren auch Josef Kostner, David Moroder, Raimund Mureda und Rudolf Moroder, der Sohn Gottfried Moroders. Schon 1954 konnten diese Künstler in der Dominikanergalerie in Bozen ausstellen. Der Künstlergruppe traten außerdem noch Edmund Moroder, Finy Martiner, Gottfried Moroder jun., Bruno Vallazza, Karl Vallazza und Markus Vallazza bei.

## Die Künstlergruppe „Ruscél“ international
1957 beteiligte sich die Gruppe „Ruscél“ an Ausstellungen in Florenz, München, Stockholm und Innsbruck.
Über die von der Gruppe „Ruscél“ 1967 in Innsbruck organisierte Ausstellung schrieb Gottfried Hohenauer: „Diesmal wurde durch Begrenzung auf fünf Aussteller ein profilierter, mehr einheitlicher Charakter der Schau hergestellt, der in Holz, Bronze, Zement und Grafik etwas wie ein Protest gegen das Beharren in Tradition vernehmlich werden lässt – einen in diesem Falle sehr legitimen Protest: Drohte doch die überstarke Grödner Tradition, die lebendige Kunstentfaltung im begabungsreichen Tal zu ersticken, und ist aus der Abwehr gegen diese Gefahr „Ruscél“ geboren“. Über die gleiche Ausstellung hieß es in der AZ Allgemeiner Tiroler Anzeiger: „Vor zehn Jahren (1957) stellten sich im gleichen Kunstpavillon in Innsbruck mehrere Grödner Künstler mit ihren Werken vor. Damals bekam man hier noch zum Großteil das zu sehen, was man sich eben unter einem Grödner Schnitzer vorstellte. Nun wird man staunen, was die Grödner präsentieren. Sie haben die modernen Strömungen voll aufgenommen und in persönlicher Art abgewandelt“. Das Zweite Vatikanische Konzil (1962–1965) und die in den 60er Jahren eingesetzten Schnitzmaschinen hatten große Auswirkungen auf die Schnitzkunst gehabt. Obwohl die Gruppe „Ruscél“ in diesen Krisenjahren immer die künstlerische Seite und die Idee eines Werkes hervorheben wollte, kam es Ende der 60er-Jahre zur Auflösung der Gruppe. Es folgte eine neue avantgardistische, abstrakte Strömung, die sich mit dem Namen „Indra“ bezeichnete. Mitglieder dieser neuen Gruppe „Indra“ waren Albert Moroder, Norbert Moroder, Adolf Kostner und Markus Schenk.